# The Governess
The Governess é um filme dramático de 1998, escrito e dirigido por Sandra Goldbacher.

## Enredo
Situada no ano de 1830, a história centra-se em Rosina da Silva, a filha mais velha de uma sofisticada e abastada família judia que vive em Londres. Quando o seu pai é assassinado na rua e deixa para trás muitas dívidas, ela abandona a ideia de um casamento com um pretendente mais velho, e transforma-se em Mary Blackchurch - uma protestante de ascendência italiana - a fim de ocultar o seu património, e aceita um trabalho como governanta de uma família escocesa, na Ilha de Skye. O patriarca Charles Cavendish é um homem da ciência e tem a intenção de passar imagens fotográficas para papel, enquanto a sua esposa Solhas vive num mar de tédio. A sua filha Clementina resiste inicialmente à disciplina de Mary, mas, eventualmente, encontra nela uma amiga e companheira.
Mary, bem-educada e excepcionalmente curiosa para uma mulher numa época em que a principal tarefa das mulheres é cuidar da casa e atender as necessidades da sua família, Charles surpreende-se com a profundidade do seu interesse no seu trabalho, e ela torna-se sua assistente. A admiração que sente pela mulher logo se transforma numa paixão que é retribuída por Mary, mas ele encontra-se dilacerado entre os seus sentimentos por ela e a dedicação ao seu trabalho.
Complicações decorrentes ocorrem quando Henry Cavendish volta para casa depois de terem sido expulso da Universidade de Oxford por fumar ópio e se torna obcecado com Mary. Enquanto ele vasculha os seus pertences, ele descobre a sua verdadeira origem, e embora ele confesse a ela que ele sabe sobre seu passado, ele promete guardar o seu segredo.
Charles descobre uma fotografia de si próprio nu enquanto Mary estava a dormir depois de uma sessão de amor no seu laboratório, e ele começa a fugir dela, alegando vários motivos. Irritada com a sua repulsa e traição, Mary deixa a ilha e volta para Londres, mas não sem antes mostrar à Sra. Cavendish uma foto do marido nu. Depois, ela regressa à sua verdadeira identidade e torna-se um fotógrafa notável pelas suas imagens do povo judeu.

## Elenco
Elenco principal
- Minnie Driver ... Rosina da Silva/Mary Blackchurch
- Tom Wilkinson ... Charles Cavendish
- Harriet Walter ... Mrs. Cavendish
- Jonathan Rhys Meyers ... Henry Cavendish